# Matlama FC
Der Matlama FC ist ein  Fußballverein in Maseru, Lesotho. Er trägt seine Heimspiele im Setsoto Stadium aus.
Der Verein wurde 1932 gegründet und ist der erfolgreichste Klub seines Landes. Mit zehn Meisterschaften und sechs Pokalsiegen führt er die Liste der Erfolge an. Matlama FC konnte sich mehrmals für die afrikanischen Wettbewerbe qualifizieren. Größter Erfolg war 1979 im CAF Champions Cup das Erreichen des Viertelfinales. Dort schied die Mannschaft klar gegen Union Douala aus Kamerun aus.

## Erfolge
- Lesothischer Meister: 1969, 1974, 1977, 1978, 1982, 1986, 1988, 1992, 2003, 2010, 2019, 2022
- Lesothischer Pokalsieger: 1976, 1979, 1980, 1987, 1992, 1994, 2019

## Statistik in den CAF-Wettbewerben
| Wettbewerb                          | Runde         | Gegner                    | Hinspiel                  | Rückspiel                 |  |
| ----------------------------------- | ------------- | ------------------------- | ------------------------- | ------------------------- |  |
|                                     |               |                           |                           |                           |  |
| African Cup of Champions Clubs 1975 | 1. Runde      | Bata Bullets FC           | kampflos für Bata Bullets | kampflos für Bata Bullets |  |
| African Cup of Champions Clubs 1978 | 1. Runde      | Corps Enseignant Toliara  | 2:1 (A)                   | kampflos für Matlama *    |  |
|                                     | 2. Runde      | Green Buffaloes FC        | 0:1 (A)                   | 0:0 (H)                   |  |
| African Cup of Champions Clubs 1979 | 1. Runde      | Desportivo Maputo         | 2:3 (A)                   | 1:0 (H)                   |  |
|                                     | 2. Runde      | Freilos                   |                           |                           |  |
|                                     | Viertelfinale | Union Douala              | 1:3 (H)                   | 0:2 (A)                   |  |
| African Cup Winners’ Cup 1980       | 1. Runde      | Palmeiras de Beira        | 2:0 (H)                   | 3:2 (A)                   |  |
|                                     | 2. Runde      | Ramogi FC                 | 1:1 (H)                   | 0:0 (A)                   |  |
| African Cup Winners’ Cup 1981       | 1. Runde      | Power Dynamos             | 1:1 (H)                   | 0:2 (A)                   |  |
| African Cup of Champions Clubs 1983 | 1. Runde      | Ferroviário Maputo        | 1:2 (H)                   | 1:3 (A)                   |  |
| African Cup of Champions Clubs 1987 | Vorrunde      | Gaborone United           | 1:0 (H)                   | 2:0 (A)                   |  |
|                                     | 1. Runde      | Villa SC                  | 0:4 (A)                   | 0:1 (H)                   |  |
| African Cup Winners’ Cup 1988       | Vorrunde      | CD Maxaquene              | 2:1 (H)                   | 0:4 (A)                   |  |
| African Cup of Champions Clubs 1989 | Vorrunde      | Botswana Defence Force XI | 0:1 (H)                   | 1:4 (A)                   |  |
| African Cup Winners’ Cup 1992       | Vorrunde      | Railways SC Dar-es-Salaam | 0:1 (A)                   | 1:0 (H), 2:3 n. E.        |  |
| African Cup of Champions Clubs 1993 | Vorrunde      | Sunrise Flacq United      | 2:1 (H)                   | 1:3 (A)                   |  |
| African Cup Winners’ Cup 1995       | Vorrunde      | Tamil Cadets Club         | 2:1 (H)                   | 1:3 (A)                   |  |
| CAF Champions League 2004           | Vorrunde      | Orlando Pirates           | 0:3 (H)                   | 0:4 (A)                   |  |
| CAF Champions League 2011           | Vorrunde      | SuperSport United         | 0:2 (A)                   | 2:1 (H)                   |  |

- 1979: Der CE Toliara verzichtete auf das Rückspiel.